# Olly Wilson
Olly Woodrow Wilson Jr. (St. Louis, 7 settembre 1937 – Berkeley, 12 marzo 2018) è stato un compositore, polistrumentista e musicologo statunitense.

## Biografia
Wilson nacque a St. Louis dalla sarta Alma Grace Peoples Wilson e l'agente assicurativo e maggiordomo Olly Woodrow Wilson, Sr. Imparò a suonare il pianoforte quando aveva sette anni e si diplomò alla Sumner High School nel 1955. Nel 1955 si iscrisse presso l'Università Washington a Saint Louis, diventando uno dei circa dieci afroamericani dell'istituto e si laureò nel 1959. L'anno successivo ottenne un master in musica nell'Università dell'Illinois - Urbana-Champaign.
Tra il 1960 e il 1965, Wilson insegnò presso la Florida Agricultural and Mechanical University; durante la seconda metà del decennio fu docente nel Conservatorio di musica di Oberlin. Nel 1968, presso quest'ultimo istituto, gettò le basi del Technology in Music and Related Arts (TIMARA), che diverrà, cinque anni più tardi, il primissimo programma universitario di un conservatorio sulla musica elettronica. Nel 1971 si trasferì in Africa per seguire un corso di lingue e musica. Dall'anno seguente fino al 2002 fu insegnante presso l'Università della California - Berkeley.
Wilson morì nel 2018, all'età di ottant'anni.

## Stile musicale
Le molte composizioni di Wilson conciliano influenze molto eterogenee, che spaziano dal jazz, allo spiritual, al blues e alla musica africana, spesso servendosi di strumenti acustici ed elettronici. Dapprima ispirato a Béla Bartók, Paul Hindemith e Igor' Fëdorovič Stravinskij, si volse al serialismo di Arnold Schönberg già a partire dagli anni sessanta. Il compositore viene spesso considerato uno dei pionieri della musica elettronica negli Stati Uniti.

## Opere
- Cetus, 1968
- In Memoriam, Martin Luther King, Jr., 1968
- Piano Piece for piano and electronic sound, 1969
- Akwan, 1972
- Sometimes, 1976
- Sinfonia, 1984
- A City Called Heaven, 1988
- Blue Melody, 2004